# Finansiel økonomi
Finansiel økonomi er den gren af den økonomiske forskning, som beskæftiger sig med allokering af resurser (kapital) over tid og under usikkerhed. Området dækker emner relateret til hjemlige og internationale finansielle markeder, værdipapirer (aktier, obligationer og derivater som futures), finansielle institutioner og tjenester samt virksomhedsfinansiering og -styring (corporate finance and governance).
Finansiel økonomi beskæftiger sig med forbindelsen mellem finansielle variable som priser, renter og aktier som modsætning til realøkonomiske variable som BNP, privat forbrug og beskæftigelse. Ifølge Nobelpristageren Merton Miller har området to hovedfokusområder: værdisættelse af aktiver og virksomhedsfinansiering. Det første betragter situationen fra kapitaludbydernes, dvs. de finansielle investorers, perspektiv, mens det andet repræsenterer brugerne af kapitalen.
Disciplinen er en af de 20 underdiscipliner (nemlig kategorien "G"), som økonomisk forskning opdeles i ifølge den amerikanske økonomsammenslutning American Economic Associations officielle JEL-klassificering, der udgør den internationalt mest udbredte systematiske klassificering af forskningsområder indenfor økonomi.

## Finansiel økonomi og finansiering
Emneområdet for finansiel økonomi ligger meget tæt op ad området finansiering, sådan at de to begreber er tæt på at være synonyme, og det kan være vanskeligt at forklare forskellen. Én udlægning af forskellene er, at emneområdet typisk  kaldes finansiel økonomi, når det udbydes på universiteternes økonomiske institutter, men finansiering, når det udbydes på handelshøjskoler.

## Nobelpristagere indenfor finansiel økonomi
En lang række Nobelpristagere i økonomi har fået prisen for deres bidrag indenfor finansiel økonomi. Det gælder således James Tobin (1981), Franco Modigliani (1985), Harry Markowitz, Merton Miller og William Forsyth Sharpe (1990), Robert C. Merton og Myron Scholes (1997) samt Eugene Fama, Lars Peter Hansen og Robert J. Shiller (2013).